# Remigiusz Rączka
Remigiusz Robert Rączka (ur. 16 marca 1981 w Wodzisławiu Śląskim) – polski kucharz, restaurator, nauczyciel i osobowość telewizyjna.

## Życiorys
Ukończył technikum hotelarskie, a następnie studia na kierunku hotelarstwo i pedagogiczne studia podyplomowe. Jest nauczycielem w Zespole Szkół Ekonomicznych w Wodzisławiu Śląskim. Od 2001 roku jest związany z gastronomią, a od 2008 roku prowadzi audycje telewizyjne i radiowe dotyczące gotowania. W latach 2008–2011 prowadził program pt. Kuchnia po śląsku, emitowany przez TVS, od 2014 jest gospodarzem programu pt. Rączka gotuje, nadawanego przez TVP3 Katowice, a od 2019 roku TVP emituje prowadzony przez niego program pt. Klasztorne smaki Remigiusza Rączki. W latach 2017–2019 m.in. wraz z Adamem Borowiczem występował w porannym magazynie TVP pt. Pytanie na śniadanie.
W latach 2015–2019 brał udział w audycjach radiowych, nadawanych m.in. w Radiu Vanessa, Radiu Katowice oraz Radiu Silesia. Publikował również felietony na łamach „Nowin Wodzisławskich” oraz „Tygodnika Rybnickiego”.
W latach 2013–2020 prowadził w Wodzisławiu Śląskim restaurację autorską Rączka Gotuje.
W 2022 roku został odznaczony Brązowym Krzyżem Zasługi za „upowszechnianie tradycji regionalnej”.

### Publikacje
- Rączka gotuje na beztydziyń i świynta (dwa tomy, 2015-2016)[9]
- Zasmakuj w Sienkiewiczu (2016)[9]